# Абатство Сен-Дені

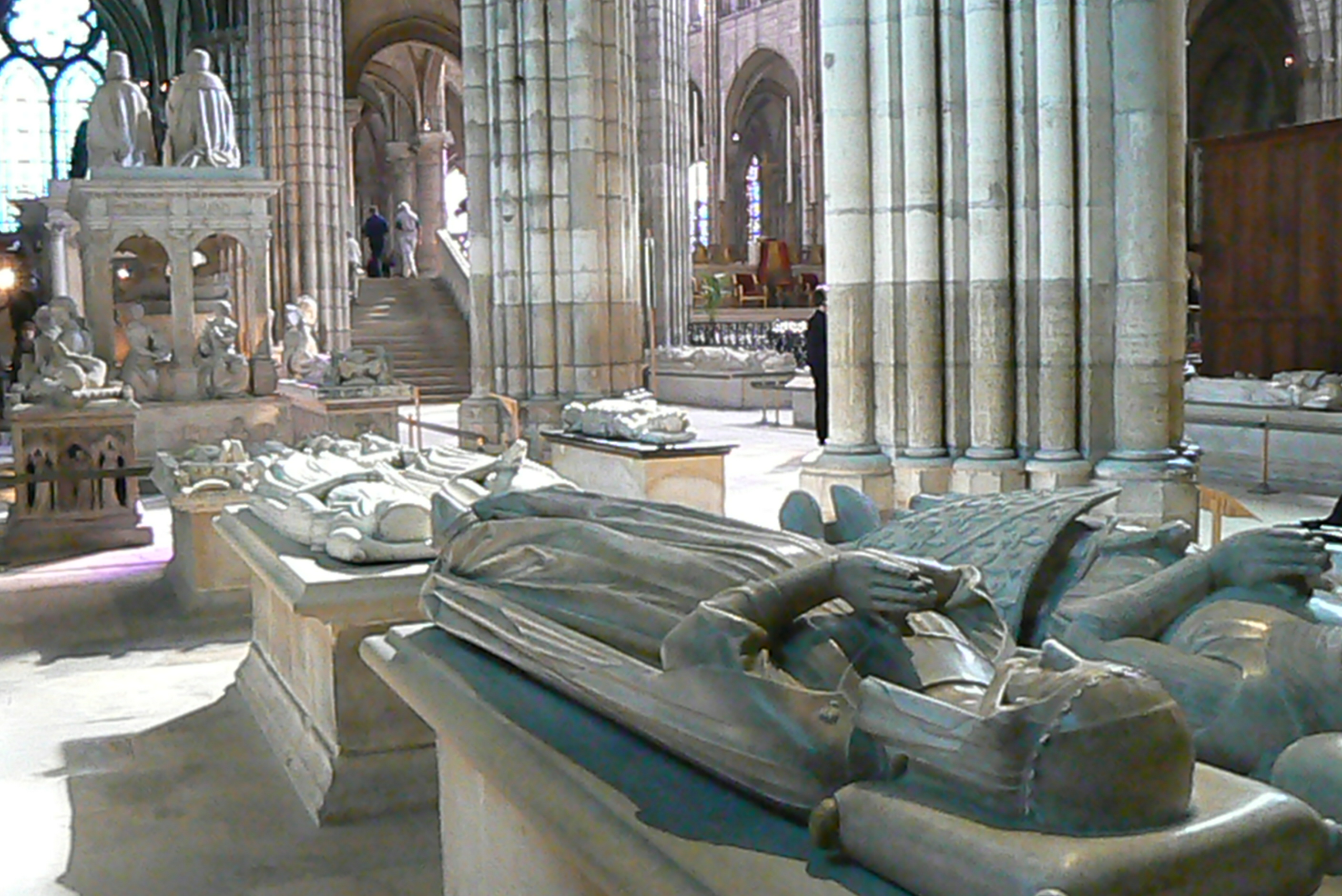
Інтер'єр базиліки з надгробками королів

48°56′08″ пн. ш. 2°21′35″ сх. д. / 48.935555555556° пн. ш. 2.3597222222222° сх. д.
Аба́тство Сен-Дені́ (фр. Abbaye de Saint-Denis) — бенедиктинське абатство в Сен-Дені, північному передмісті Парижа, головний монастир середньовічної Франції.

## Історія
У I столітті на цьому місці існувало римське поселення Каттулліакіс. За переказом, сюди, з відрубаною головою в руках, прийшов з Монмартра перший єпископ Парижу святий Діонісій Паризький.
У 475 році з благословення святої Женев'єви над гробницею святого побудували першу базиліку. За франкського короля Дагоберта I тут було засновано монастир бенедиктинців. Тож 630 року базиліку було перебудовано, й вона стала головним храмом монастиря.
Найбільшого розквіту абатство досягло за часів абата Сугерія (Сюжера), за участю якого в 1137—1144 роках було споруджено монастирську церкву — першу споруду в готичному стилі, архітектура якої вплинула на розвиток готики у Франції.
На початку XIII століття Людовик IX Святий наказав перенести в базиліку прах своїх попередників і створити для них надгробки. Відтоді церква стала правити за усипальницю французьких королів. Абатство, де поховано багатьох королів Франції, а також членів їхніх родин, часто називають «королівським некрополем Франції».
Тут поховано 25 французьких королів (починаючи з Дагобера I, † 638), 10 королев і 84 принци й принцеси. Частина західного фасаду, дві вежі й паперть було споруджено за Сугерія, міністра Людовика VII (1140 року). Галерея з 37 вікнами заввишки 10 м з XIII століття, внутрішня частина храму і статуя св. Діонісія — пізнішого походження. Багато давніх гробниць було знищено під час Французької революції в жовтні 1793 року; деякі було перевезено до Парижа, але згодом повернуто на свої місця Віолле-ле-Дюком.
Вирізняються серед інших гробниці Людовика, сина Людовика Святого, Людовика XII і його дружини Анни Бретонської, Генріха II і його дружини Катерини Медічі (роботи Жермена Пілона), Дюгеклена, Франциска I та мозаїчний надгробний пам'ятник Фредеґунди († 597).
У Сен-Дені зберігався королівський штандарт — Орифлама. Під час Французької революції Сен-Дені було розграбовано та закрито, останки похованих викинуто в рів. У 1814 році за часів реставрації останки королів і членів їхніх родин було зібрано в оссуарій братства. У крипті були перепоховані страчені під час революції Людовик XVI та Марія-Антуанетта, а також померлі в еміграції принци й принцеси. У 1820 році тут же був похований убитий Лувелем герцог Беррійський, а в 1824 році — Людовик XVIII. З часу липневої революції 1830 року поховання в абатстві припинилися; гранітна плита, приготовлена для себе Карлом X, який потрапив у вигнання в 1830 році, залишилася невикористаною.
У будівлі старого абатства з 1815 року розташовується заснований в 1801 році Наполеоном Інститут для дочок і сестер кавалерів ордена Почесного легіону. В 1869 році абатство було відреставроване знаменитим архітектором Віолле-ле-Дюком. Зараз це національна пам'ятка.
9 червня 2004 року в церкві було поховано серце Людовика XVII, неповнолітнього невизнаного короля Франції, сина Людовика XVI та Марії-Антуанетти. Попередній похорон у Сен-Дені проходив у 1824 році, це був його дядько (і формальний наступник) Людовик XVIII.